# الفرد ملوس
آلفرد ملوس (انگلیسی: Alfred Mellows; ۸ ژوئن ۱۹۲۲ – ۱۱ ژوئیهٔ ۱۹۹۷) قایقران روئینگ اهل بریتانیا بود.
وی همچنین برندهٔ جوایزی همچون مدال صلیب پرواز ممتاز (بریتانیا) شده‌است.